# Agència Haraoti-Tonk

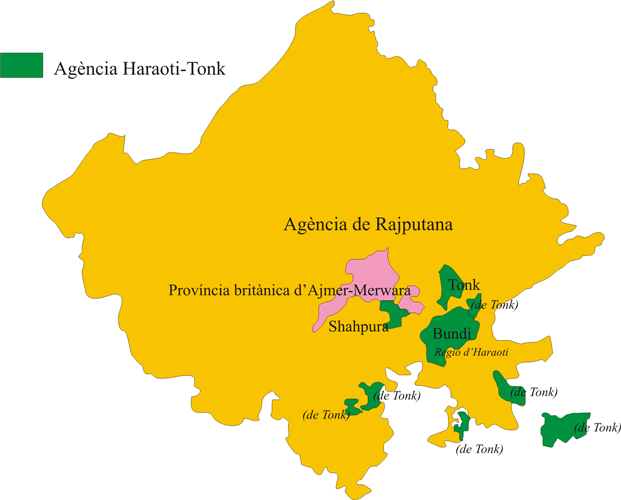
Agència d'Haraoti-Tonk

L'agència d'Haraoti-Tonk fou una entitat administrativa britànica a l'agència de la Rajputana. L'agent britànic tenia autoritat als estats de Bundi (conegut també com a Haraoti) i Tonk, i al principat secundari de Shahpura. El seu territori era dispers, ja que Bundi i Shahpura estaven separats per territoris dependents de Mewar (Udaipur), i Tonk estava format per sis districtes discontinus, tres dels quals es trobaven a l'Índia Central. La capital era a Deoli on hi havia una guarnició anglesa.
La superfície era d'uns 12.500 km², dels quals 2.285 km² estaven situats a l'Índia Central.
El territori central estava travessat del sud-oest al nord-est per la serralada de Bundi que dividia aquest principat en dues parts; quatre passos permetien la comunicació entre els dos costats: un a Bundi (ciutat); un altre a l'est de l'anterior prop de Jaunwas; un tercer entre Ramgarh i Khatgarh a la zona del riu Mej; i el darrer a Lakheri al nord-est. Tonk i Aligarh eren districtes plans; Nimbahera estava creuat per l'esmentada serralada, i els districtes del sud-oest eren un altiplà; les muntanyes Chitor, al nord-est, incloïen el puig més alt de l'agència, amb 613 metres. La part nord i central del districte de Chhabra era oberta i la resta muntanyosa i boscosa. Pirawa i Sironj eren parcialment de turons i una part de la serralada dels Vindhyas travessava de nord a sud Sironj i partia el districte en dues parts, amb l'occidental a uns 550 metres d'altura mitjana.
Els rius principals eren els Banas (amb els afluents Mashi, Sohadra, Gambhir i Berach, aquestos dos darrers als districte de Nimbahera) i el Parbati al districte de Tonk. El riu Chambal formava la frontera meridional i oriental de Bundi, i tenia el riu Mej, del costat de Bundi, com a principal afluent. El Bajen i el Kural eren els afluents principals del Mej.
El clima era moderadament calorós, sec però saludable, i la pluja variable amb una mitjana acceptable i es produïen principalment al juliol i agost; els vents calents es donaven a l'abril i maig i les nits eren comparativament fredes. Els districtes propers a Malwa, gaudien d'un millor clima; les pluges eren moderades 

## Història
El nom d'Haraoti que es donava a Bundi volia dir País dels Hara; els hara eren un clan rajput que també dominava Kotah. Fins al 1821 un agent polític va exercir control sobre els estats de Bundi i Kotah amb el nom d'"Agent polític d'Haraoti". Aquest agent va tenir autoritat als dos estats fins al 1876 quan es va nomenar un agent separat per a Kotah. L'agència fou establerta el 1821. Tractats de protectorat s'havien establert amb Tonk (1817) i Bundi (1818). El conflicte del nabab de Tonk amb el thakur de Lawa va suposar la separació d'aquest darrer estat (1867) incorporat a la residència de Jaipur.